# Castiglione
Castiglione (en cors Castiglione) és un municipi francès, situat a la regió de Còrsega, al departament d'Alta Còrsega. L'any 1999 tenia 25 habitants.

## Demografia
| 1962 | 1968 | 1975 | 1982 | 1990 | 1999 |
| ---- | ---- | ---- | ---- | ---- | ---- |
| 76   | 78   | 67   | 48   | 22   | 25   |

## Administració
| Període   | Identitat           | Partit | Qualitat |  |
| --------- | ------------------- | ------ | -------- |  |
| 2001-2008 | Lucette Beveraggi   |        |          |  |
| 2008-     | Jean-Marcel Bertini |        |          |  |